# غرفة إضافية

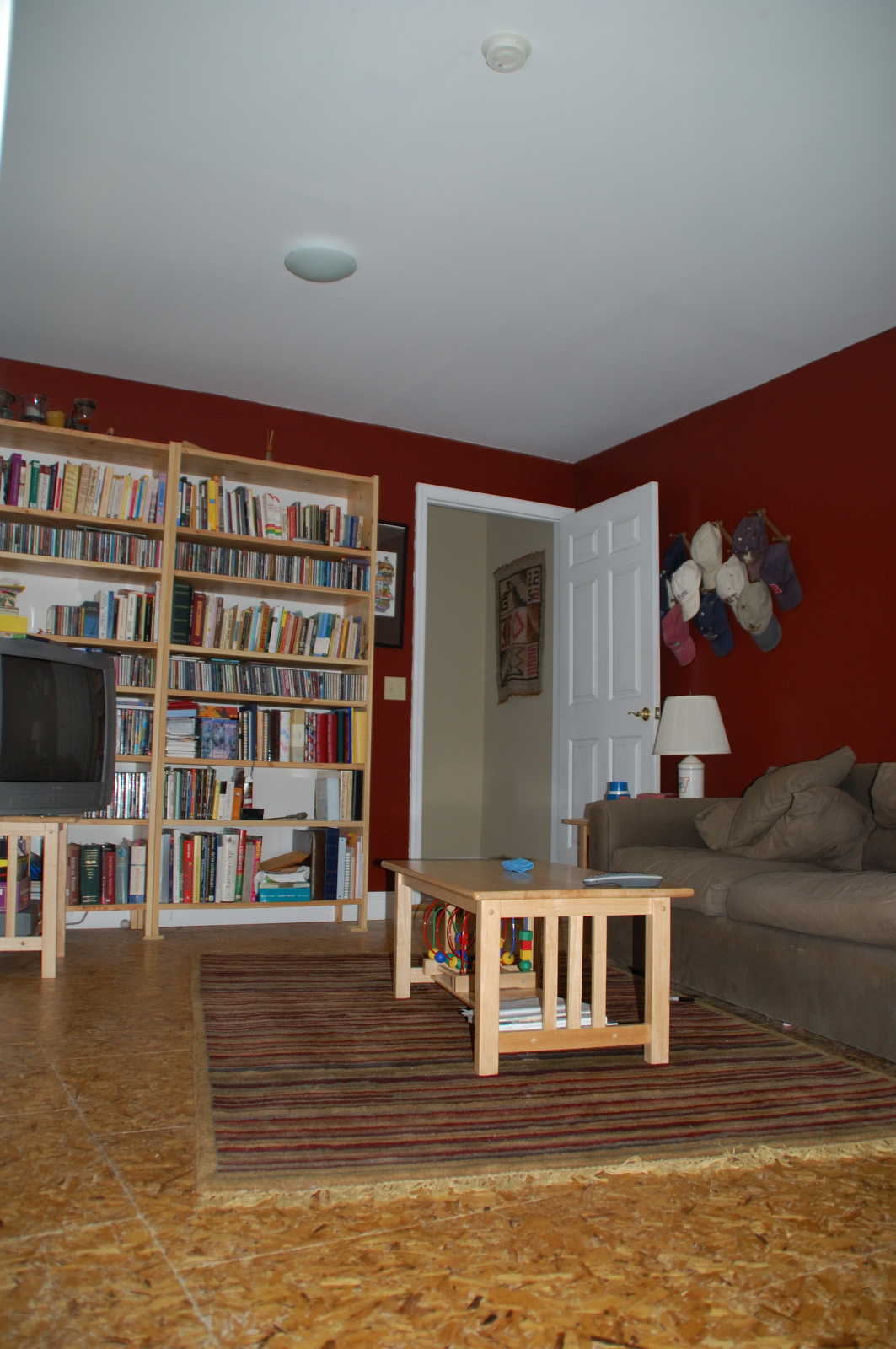
صندرة تحت المنزل

الغرفة الإضافية هي غرفة كبيرة في المنزل، والتي يمكن ان تستخدم في عدة استخدامات. الغرفة الإضافية لا تحتوي غالباً على دولاب ملابس. وقد تستخدم كغرفة العائلة، خياطة، أو غرفة للهواية، أو غرفة للعب، سينما منزلية، مكتب أو عرين.